# Campionato africano maschile di pallavolo 1991
Il VIII campionato africano maschile di pallavolo si è svolto nel 1991 a Il Cairo, in Egitto. Al torneo hanno partecipato 8 squadre nazionali africane e la vittoria finale è andata per la prima volta all'Algeria.

## Squadre partecipanti
- Algeria
- Camerun
- Egitto
- Ghana
- Kenya
- Nigeria
- Tunisia
- Zambia

## Classifica finale
| Classifica | Squadre |
| ---------- | ------- |
|            | Algeria |
|            | Egitto  |
|            | Tunisia |
| 4          | Camerun |
| 5          | Nigeria |
| 6          | Ghana   |
| 7          | Kenya   |
| 8          | Zambia  |